# Tovomita caloneura
Tovomita caloneura är en tvåhjärtbladig växtart som beskrevs av Albert Charles Smith. Tovomita caloneura ingår i släktet Tovomita och familjen Clusiaceae. Inga underarter finns listade i Catalogue of Life.